# Conseil de direction (Afghanistan)
Le Conseil de direction, en Pachto Rahbari Shura, est l'organe législatif consultatif de l'émirat islamique d'Afghanistan dirigé par les Talibans.

## Origines
Le Conseil de direction de l'émirat islamique d'Afghanistan est créé en 2003 par le mollah Omar deux ans après la chute de l'Émirat mis en place par les Talibans afin de coordonner le mouvement et ses différentes composantes. Il est composé à l'origine de dix hommes : Akhtar Mohammad Osmani, Akhtar Mohammad Mansour, Djalâlouddine Haqqani, Hâfez Aboul Madjid, Saif-ur Mansour et les mollah Dadullah, Mohammad Rasoul, Beradar et Abdorrazzaq Nafez.

## Rôle
Depuis la restauration de l'émirat islamique d'Afghanistan après la victoire des Talibans, le Conseil de direction est modifié début 2022 et devient l'organe législatif consultatif de l'Émirat. Il est désormais composé de personnalités nommées par le Commandeur des croyants.

## Composition actuelle[3]
- Mohammad Hassan Akhund (Président du Conseil de direction)
- Hibatullah Akhundzada (Commandeur des croyants, Chef de État)
- Sirajuddin Haqqani (Premier vice-Commandeur des croyants, Chef de État adjoint)
- Mohammad Yaqoub (Deuxième vice-Commandeur des croyants, Chef de État adjoint)
- Abdul Ghani Baradar (Troisième vice-Commandeur des croyants, Chef de État adjoint)
- Abdul Hakim Ishaqzaï
- Sher Mohammad Abbas Stanikzai
- Ibrahim Sadr
- Abdul Qayyum Zakir
- Mohamed Fazl
- Abdul Manan Omari
- Nour Mohammad Saqib
- Amir Khan Muttaqi
- Abdul Salam Hanafi
- Din Mohammad Hanif
- Abdul Latif Mansour
- Mohammad Qasim Rasikh
- Muhammad Zahid Ahmadzai
- Abdül Kabir
- Norullah Noori
- Sayid Abdul Rahman
- Gul Agha Ishakzai
- Cheikh Sharif
- Faizullah Noorzai Akhtar Mohammed Mira Khan
- Taj Mir Jawad
- Hafiz Abdul Majeed
- Mollah Shirin Akhund
- Abdour Razzaq
- Jabar Agha
- Hafez Majid
- Mufti Abdul Rahman